# Aly Keita
Aly Keita, född 8 december 1986 i Västerås, Sverige, är en svensk-guineansk fotbollsmålvakt som spelar för IFK Västervik i Division 4.

## Klubblagskarriär

### Tidig karriär
Keitas moderklubb är IK Oden där han debuterade i a-laget som 15-åring. Han spelade fem säsonger för Syrianska IF Kerburan, där han även var lagkapten. I december 2011 skrev han på ett treårskontrakt med Västerås SK. I juli 2013 valde Keita att lämna VSK på grund av ekonomiska svårigheter inom klubben. Han återvände därefter till sin tidigare klubb, Syrianska IF Kerburan. Efter säsongen blev han utvald till "Bästa målvakt" i division 2 norra Svealand.

### Östersunds FK
I november 2013 skrev han på för Östersunds FK. Den 15 augusti 2016 attackerades Keita av en åskådare under en match i Allsvenskan borta mot Jönköping Södra. I november 2016 förlängde han sitt kontrakt med två år. I januari 2018 förlängde han återigen sitt kontrakt med två år. I juli 2021 förlängde Keita sitt kontrakt i Östersund fram till sommaren 2024.
Den 20 juni 2024 meddelade Östersunds FK att Aly Keita tar paus från fotbollen på obestämd framtid. Detta efter att media uppmärksammade att Keita är misstänkt för en rad olika brott i samband med ett trafikstopp gjort i maj 2024. Tre månader senare gav klubben honom sparken.

### IFK Västervik
Den 12 augusti 2025 värvades Keita av Division 4-laget IFK Västervik, där han skrev på ett kontrakt över säsongen 2025.